# Assottigliamento al taglio
L'assottigliamento al taglio è un effetto della fluidodinamica di fluidi non-Newtoniani, in cui la viscosità di un fluido, cioè la misura della resistenza del fluido al suo flusso, diminuisce all'aumentare dello sforzo di taglio.
Un fluido che si assottiglia al taglio è anche detto pseudoplastico. 
Si ritrova questa proprietà in alcune soluzioni complesse, come la lava, il ketchup, la panna montata, il sangue, la pittura e lo smalto per unghie. Essa è anche una proprietà comune delle soluzioni polimeriche e dei polimeri fusi. 
La pseudoplasticità può essere dimostrata come nell'esempio seguente: schiacciando una bottiglia di ketchup, un fluido di Bingham, si produce una variazione nella viscosità del contenuto.
La forza causa il suo cambiamento, dall'essere viscoso come il miele fino al fluire come l'acqua.
È presumibilmente corretto asserire che tutti i materiali che si assottigliano al taglio siano anche tissotropici, per il fatto che necessiteranno sempre di un tempo finito per riportare i riarrangiamenti richiesti negli elementi microstrutturali che producono l'assottigliamento al taglio.

## Esempi tipici
Il ketchup (salsa di pomodoro) e le moderne pitture sono esempi di materiali pseudoplastici: 
- Quando è sbattuto o spremuto fuori dalla bottiglia, il ketchup si assottiglia e fluisce rapidamente, conservando però la sua forma su un hamburger o su un piatto.
- Quando si applicano le pitture moderne, la forza di taglio creata dal pennello o dal rullo permette loro di assottigliarsi e di bagnare omogenenamente la superficie. Una volta applicate, le pitture ritornano alla loro maggiore viscosità, in modo da evitare gocciolamenti e strisciate.